# Blaser R93
Blaser R93 («Блазер Р93») — охотничий карабин производства немецкой фирмы «Блазер». Характерной особенностью данной модели является возможность быстрой смены ствола, личинки затвора и магазина под другие калибры. Таким образом, один карабин может использоваться под целый ряд патронов.

## Создание
Карабин был разработан немецкой фирмой «Блазер» в начале 1990-х годов и представлен на рынок в 1993 году. Начало работы над его проектом было произведено группой конструкторов и технологов под руководством М. Цея.
В настоящее время «Блазер Р93» является, возможно, самым популярным и известным изделием фирмы. С 1993 года в мире продано свыше 200 тыс. карабинов этой модели и сменных стволов к ним. Выпускается и военный вариант «Блазер Р93» под названием «Blaser 93 LRS2», применяемый снайперами и спецподразделениями ряда стран, прежде всего Германии. Дальнейшим развитием «Блазер Р93» стала модель «Blaser R8».

## Особенности конструкции
Карабины «Блазер Р93» выпускаются в нескольких модификациях, однако общей их особенностью является возможность быстрой замены (в том числе и в полевых условиях) ствола и части стреляющего механизма под патрон другого калибра. Стволы для «Блазер Р93» выпускаются калибром от .22 Long Rifle до .416 Weatherby Magnum. Конструкция также предусматривает возможность быстрой замены обычного затвора на затвор для левшей (с рукояткой слева). Повышенное внимание разработчиков к безопасности карабина выразилось в таких свойствах конструкции, как ручное взведение курка и невозможность открытия затвора при невзведённом курке.
Разработчики отказались от монтирования «шнеллера» на всех модификациях «Блазер Р93», вместо этого приняв меры по улучшению плавности спуска. Хорошие отзывы пользователей заслужил затвор прямого действия, требующий при перезаряжании только одного движения назад-вперёд, рукоятку которого при этом не нужно поднимать вверх и затем опускать. Такая конструкция в начале 1990-х годов была для охотничьего оружия новаторской; благодаря ей «Блазер Р93» выигрывает в практической скорострельности по сравнению с другими популярными моделями карабинов. К недостаткам можно отнести возможность в некоторых случаях неизвлечения стреляной гильзы, особенно при стрельбе мощными патронами, из-за некоторых особенностей конструкции системы запирания затвора. По мнению специалистов, ёмкость магазина «Блазер Р93» является для некоторых видов охоты недостаточной, хотя и вполне приемлемой для европейских загонных охот. Постоянный магазин карабина повышает его устойчивость к загрязнению.

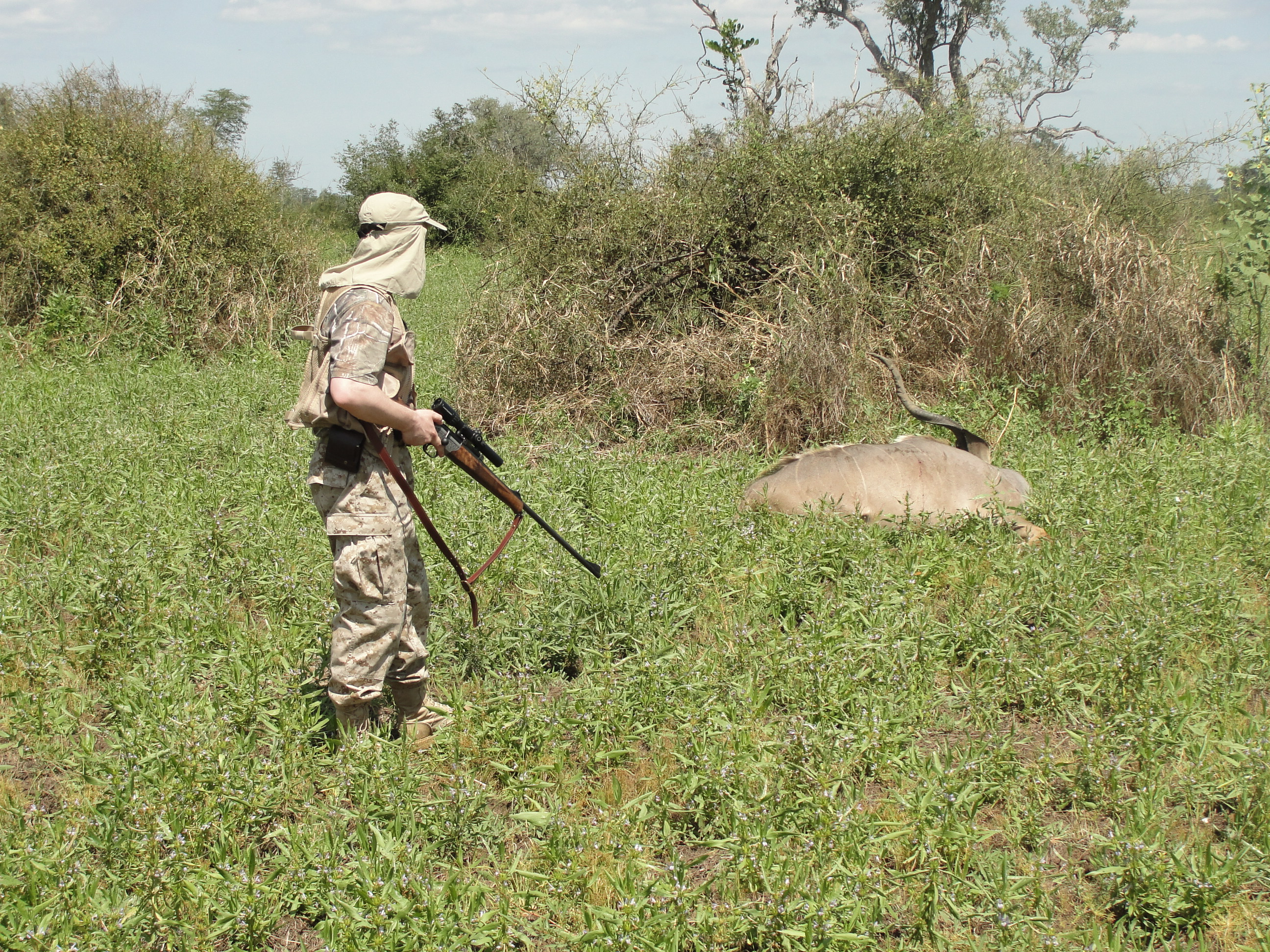
Охотник с карабином «Блазер Р93» возле трофея антилопы-куду

Фирма-производитель разработала для «Блазер Р93» ряд дополнительных приспособлений, позволяющих значительно снизить отдачу при стрельбе крупнокалиберными патронами. Наиболее известных из них два. Первое — дульный тормоз «Mag-na-Port», представляющий собой четыре прорези около дульного среза. По утверждениям разработчиков, это позволяет снизить отдачу на 20 %. Второе — «Kickstop», цилиндрическая капсула, наполненная вольфрамовым гранулятом, весом 600 г, монтируемая внутри приклада карабина.

## Галерея

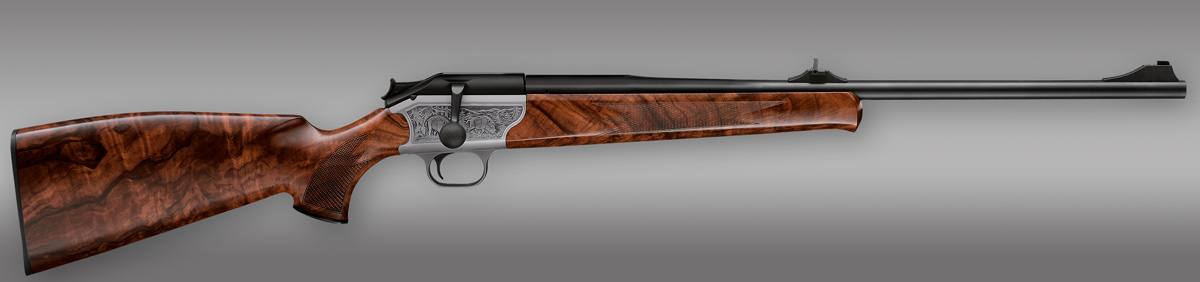
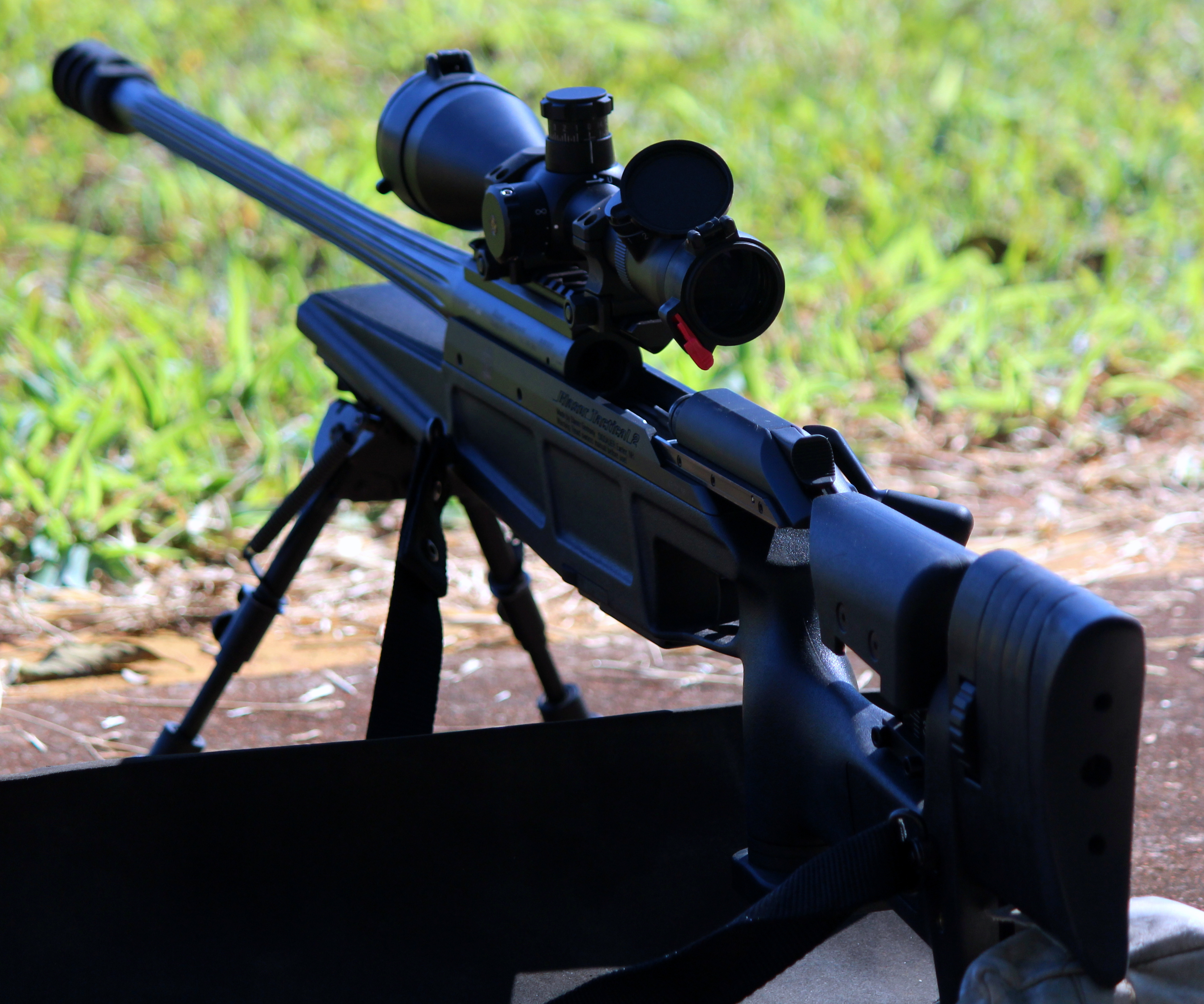
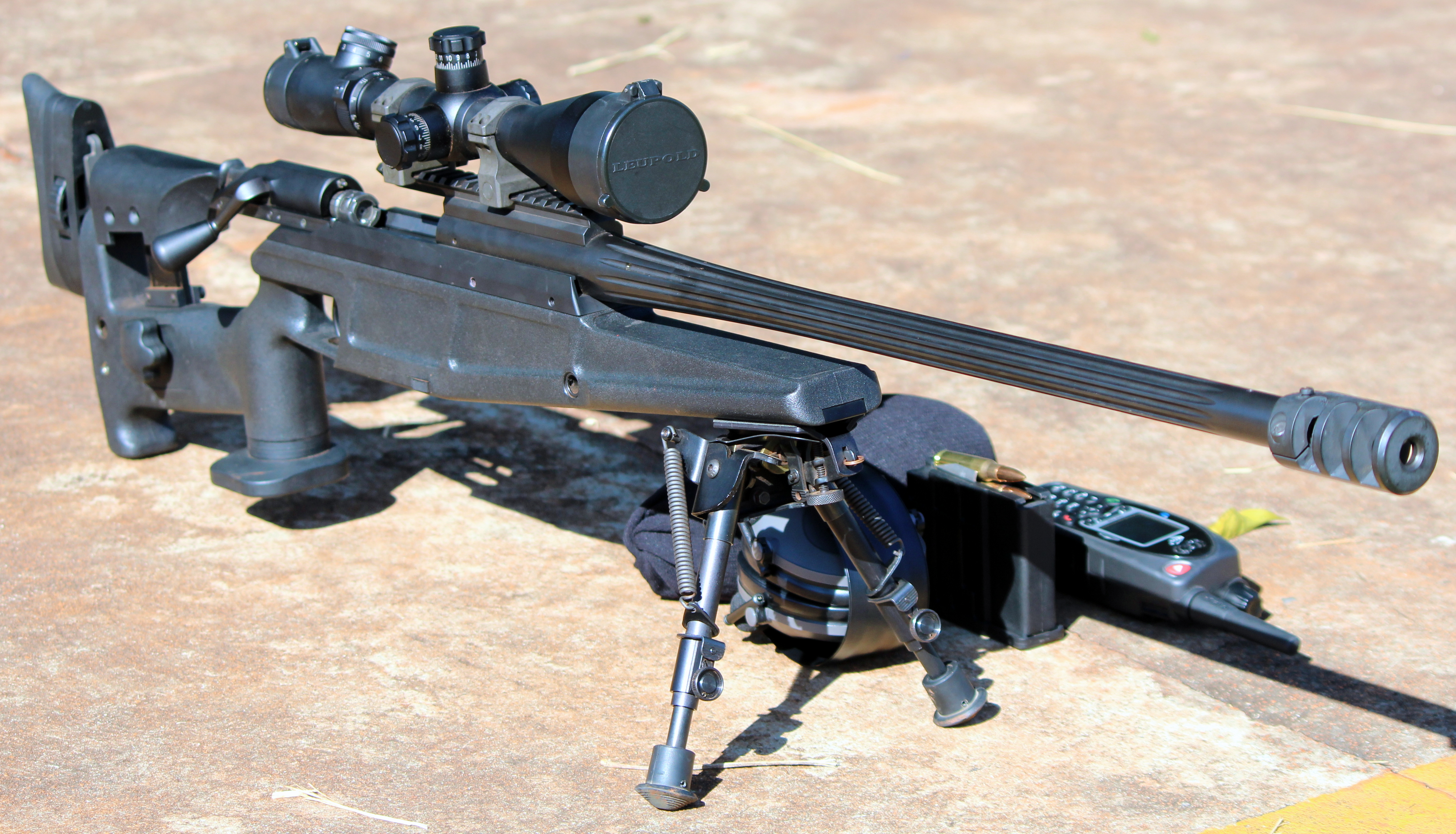
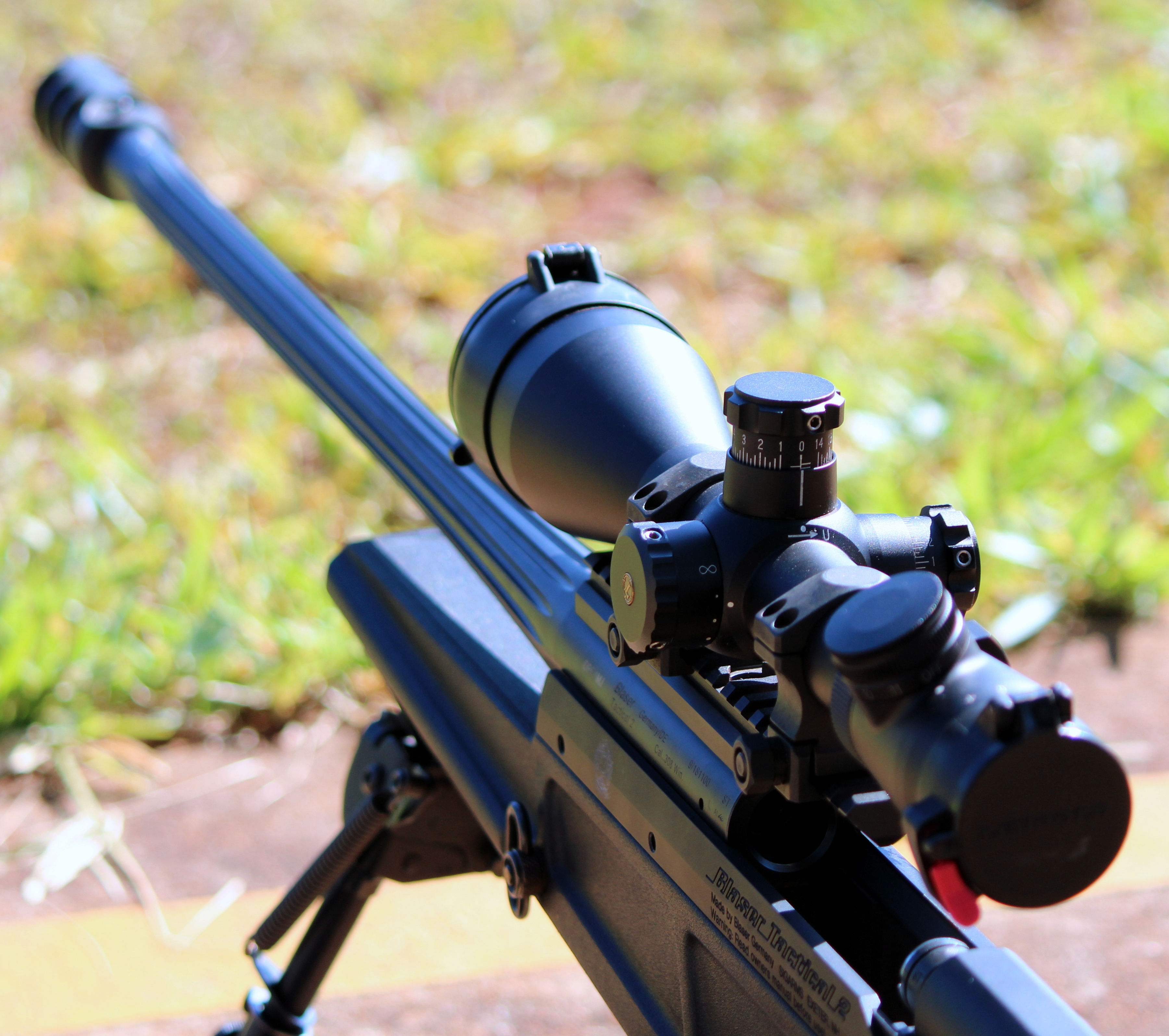
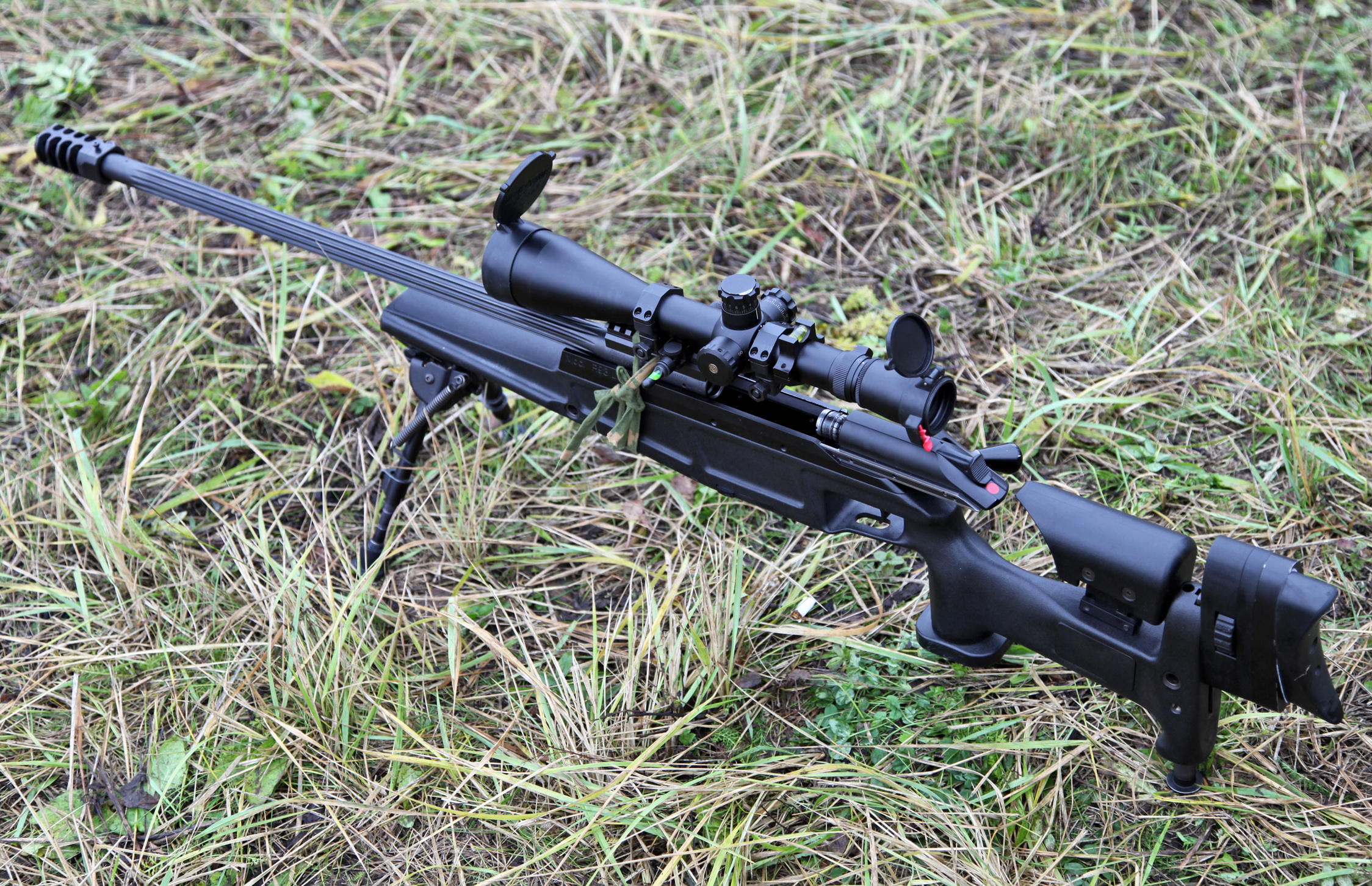
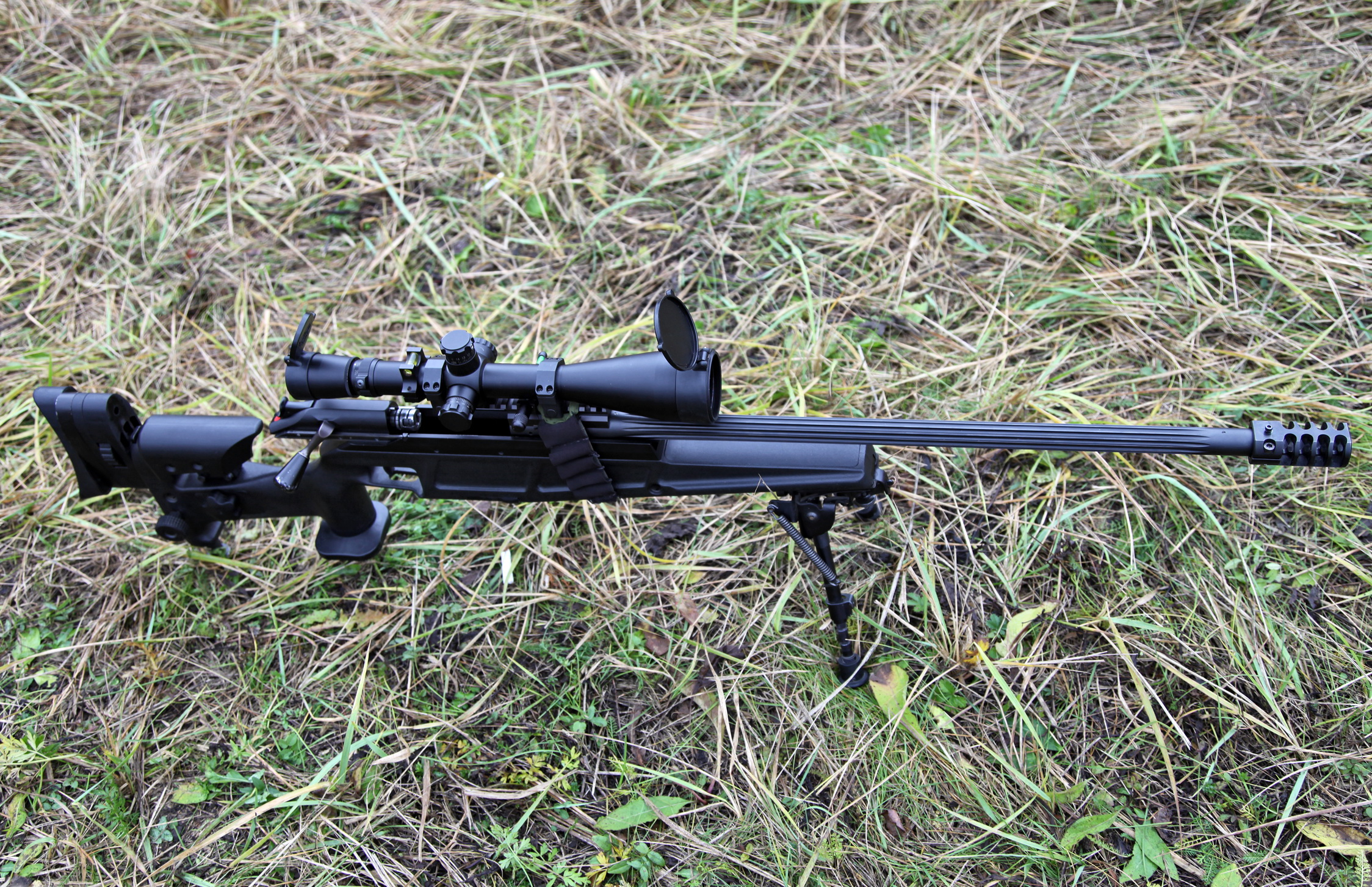